# Rio das Ostras
Rio das Ostras város Brazíliában, Rio de Janeiro államban. Lakosainak száma 156 491 fő (2022). Rio das Ostras Casimiro de Abreu és Macaé községekkel határos.

## Népesség
A település népességének változása:
| Lakosok száma | 36 419 | 141 117 | 155 193 | 159 529 | 156 491 |
|               | 2000   | 2017    | 2020    | 2021    | 2022    |